# 湊祥希
湊 祥希（みなと よしき、1992年12月7日 - ）は、日本の男性俳優。神奈川県川崎市出身。身長182cm。

## 来歴
18歳の頃からウェブ広告系のモデルを始め、20歳の時に千葉真一に出会い2013年にジャパンアクションクラブの入団オーディションを受ける。
その年から約4年半ほど千葉真一の付き人をしながら映像作品に多数出演。
2015年からは格闘技を始め、翌年には中国の地上波でキックボクサーとしてプロデビューを果たす。
初戦は敗戦だったものの次戦はイランの選手に1Rで3つのダウンを奪いTKO勝利。
3戦目には中国のチャンピオンに判定勝利し現在2連勝中。
俳優としては、2019年秋公開の英国ドラマBBC放送・Netflix配信のテレビドラマ「GIRI/HAJI」にJIRO役でレギュラー出演している。

## 趣味・特技
キックボクシング、総合格闘技、アクション、乗馬、釣り

## 出演

### 映画
- 東京リベンジャーズ - 愛美愛主八代目総長 長内信高 役
- 灰色の壁 -大宮ノトーリアス-（2022年2月25日公開） - 若狭 役[1]

### ドラマ
- 英国ドラマBBC放送「GIRI/HAJI」（2019年公開） - JIRO 役
- ケイ×ヤク（日本テレビ系、2022年1月） - 第1話ゲスト 渡辺貞人 役

### CM
- Gulliver
- ロイヤルマッチ（Royal Match）

### MV
- KANCHI-GUY (feat.華) KOIDESU